# Xu Lijia
Xu Lijia, född 30 augusti 1987 i Shanghai, är en kinesisk seglare. I världsmästerskapet i klassen Laser Radial har hon vunnit en guldmedalj och två silvermedaljer. Hon har även tävlat i optimistjolle och vunnit guldmedaljer i den klassen i VM, asiatiska mästerskapet och asiatiska spelen. I olympiska sommarspelen 2008 i Peking slutade hon på en tredje plats och vann därmed en bronsmedalj. Fyra år senare vann hon guld i olympiska sommarspelen 2012 i London. Den 6 november 2012 utsågs hon till årets kvinnliga pristagare i ISAF World Sailor of the Year Awards för hennes insatser under året som gått.